# Paquet hygiène
 (septembre 2008).
Améliorez-le ou discutez des points à vérifier. 
 (septembre 2008).
Si vous disposez d'ouvrages ou d'articles de référence ou si vous connaissez des sites web de qualité traitant du thème abordé ici, merci de compléter l'article en donnant les références utiles à sa vérifiabilité et en les liant à la section « Notes et références ».
Dans le droit de l'Union européenne, le paquet hygiène est un ensemble de règlements européens, fixant des exigences relatives à l’hygiène des denrées alimentaires et des denrées animales :
- le règlement (CE) n°178/2002, appelé « Food law », établit les principes généraux et les prescriptions générales de la législation alimentaire ;
- le règlement (CE) n°852/2004 relative à l’hygiène des denrées alimentaires et applicable à tous les exploitants du secteur alimentaire ;
- le règlement (CE) n°853/2004 relatif aux denrées d’origine animale et applicable à tous les exploitants du secteur alimentaire manipulant ou transformant des denrées animales ou d’origine animale ;
- le règlement (CE) n°183/2005 établissant des exigences en matière d’hygiène des aliments pour animaux.
- le règlement (UE) n°2017/625 concernant les contrôles officiels et les autres activités officielles[1].

## Fondements de la réglementation relative à l’hygiène alimentaire
Le « Paquet hygiène » vise à refondre, harmoniser et simplifier les dispositions en matière d’hygiène. Son objectif est de mettre en place une politique unique et transparente en matière d’hygiène sur l’ensemble de la Communauté européenne, applicables à toutes les denrées alimentaires et à tous les exploitants du secteur alimentaire. À ce jour[Quand ?], les exploitants de productions végétales primaires n’étaient pas concernés par ce type d’exigences.
Cette nouvelle législation applicable de la fourche à la fourchette est entrée en vigueur pour l’ensemble de la chaîne alimentaire au 1er janvier 2006.
Le socle de cette réglementation est le règlement 178/2002 en vigueur depuis le 1er janvier 2006, fondateur de l’Autorité européenne de sécurité des aliments et du réseau d’alerte rapide européen. Il fixe les grands principes de précaution, de transparence, de traçabilité et il définit les obligations spécifiques applicables aux professionnels de la chaîne alimentaire (obligation de résultat), lesquels doivent désormais démontrer qu’ils ont mis en place les mesures de maîtrise adaptées pour atteindre les objectifs de la réglementation.

## Objectifs poursuivis par ces nouvelles exigences
Ce nouveau dispositif vise à :
- Assurer un niveau élevé de protection de la santé du consommateur, en prenant en compte la santé et le bien-être des animaux, la santé des plantes et de l’environnement ;
- Garantir la sécurité sanitaire des aliments en harmonisant les systèmes de surveillance et de contrôle dans l’Union européenne et les pays tiers ;
- Permettre la libre circulation des produits, des denrées alimentaires qu'elles proviennent de végétaux ou d’animaux, ainsi que des aliments pour animaux.

## Nouvelles obligations pour les exploitants de productions végétales

### Application des règlements 852/2004 et 183/2005
Les dispositions du « Paquet hygiène » ont pour effet de renverser la 
charge de la preuve de la conformité des productions végétales. Dorénavant l’exploitant devra fournir tous les éléments propres à justifier la conformité de ses productions.
Ce dispositif a pour but de responsabiliser l’exploitant en lui conférant une obligation de résultat tout en lui laissant le choix des moyens pour atteindre ce résultat. Les exploitants du secteur de l’alimentation humaine ou animale qui sont responsables d’activités de production primaire, de transformation, de distribution et d’exportation de denrées alimentaires ou d’aliments pour animaux d’origine végétale doivent veiller à gérer et mettre en œuvre ces activités de manière à prévenir, à éliminer ou à réduire les dangers susceptibles de compromettre la sécurité des denrées alimentaires et des aliments pour animaux.
Toutefois, le règlement 852/2004 et le règlement 183/2005 déterminent 
certains des moyens que les exploitants doivent observer afin d’atteindre leur obligation de résultat et d’apporter la preuve de la sûreté alimentaire des denrées et des aliments pour animaux d’origine végétale est atteinte en distinguant les exigences liées à la production primaire de celles liées à la transformation.

### Moyens à mettre en œuvre

#### Déclaration des exploitants
Le règlement 852/2004 oblige les exploitants de la production primaire à se déclarer auprès des autorités compétentes, et à fournir les mises à jour nécessaires. Cette obligation d’enregistrement a pour objectif de permettre une connaissance exhaustive par les services de contrôle des exploitants du secteur alimentaire et de leurs établissements, de la production primaire jusqu’à la remise directe au consommateur final.
Les exploitants doivent mettre sur le marché des produits sûrs en réalisant les actions précisées ci-dessous.

#### Tenir un registre
Ce registre doit mentionner les informations suivantes :
- l’îlot PAC ou l’identification de la parcelle ;
- la culture produite sur la parcelle ;
- le nom commercial du produit phytosanitaire utilisé ;
- la quantité et la dose de produit phytosanitaire utilisé ;
- la date de traitement ;
- la (ou les) date(s) de récolte.

D’une manière générale, l’exploitant doit mentionner les informations pertinentes et les mesures prises par l’exploitant afin de maîtriser les dangers, telles que :
- l’utilisation de produits phytopharmaceutiques ou de biocides ;
- toute apparition d’organisme nuisible ou de maladies susceptibles d’affecter la sûreté des produits végétaux et ayant une incidence sur la santé humaine ;
- les résultats de toute analyse d’échantillons prélevés sur les végétaux, qui revêtent une importance pour la santé humaine et la sécurité des aliments pour animaux (les mycotoxines, les produits phytopharmaceutiques, les biocides, les dioxines, les métaux lourds, les nitrates) ;
- l’utilisation de semences génétiquement modifiées dans le cadre de l’alimentation pour animaux ;
- la source et la quantité de chaque entrée d’aliments pour animaux et la destination et la quantité de chaque sortie d’aliments pour animaux.

#### Respecter les bonnes pratiques d’hygiène
L’exploitant doit veiller au respect des bonnes pratiques d’hygiène liées à la production primaire des denrées alimentaires et des aliments pour animaux, d’origine végétale, y compris aux opérations connexes (transport, entreposage et manipulation) :
- en prenant des mesures visant à contrôler la contamination provenant de l’air, de l’eau, du sol, des engrais, des produits phytopharmaceutiques, des biocides, du stockage, de la manipulation et de l’élimination des déchets ;
- en prenant des mesures relatives à la préservation des végétaux qui ont une incidence sur la santé humaine et sur la sécurité des aliments pour animaux ;
- en prenant des mesures adéquates visant à :
  - nettoyer et au besoin après nettoyage, désinfecter de manière appropriée les installations, les équipements, les conteneurs, les caisses, les véhicules et les navires ;
  - garantir, au besoin, des conditions de production, de transport et de stockage hygiéniques et la propreté des produits végétaux ;
  - utiliser de l’eau potable ou de l’eau propre là où cela est nécessaire de façon à éviter toute contamination ;
  - veiller à ce que le personnel manipulant les denrées alimentaires soit en bonne santé et bénéficie d’une formation relative aux risques en matière de santé ;
  - empêcher dans toute la mesure du possible, que les animaux et les organismes nuisibles ne causent de contamination ;
  - entreposer et manipuler les déchets et les substances dangereuses de façon à éviter toute contamination ;
  - veiller à ce que les matériaux d’emballage ne constituent pas une source de contamination dangereuse des aliments pour animaux ;
  - tenir compte des résultats de toute analyse pertinente d’échantillons prélevés sur des plantes ou d’autres échantillons qui revêtent une importance pour la santé humaine et la sécurité de l’alimentation animale ;
  - utiliser correctement les produits phytopharmaceutiques et les biocides, conformément à la législation applicable.

#### Respecter les bonnes pratiques d’hygiène au stade de la transformation
Dans le cadre des bonnes pratiques d’hygiène lors de la transformation par l’exploitant des productions primaires d’origine végétale destinées à l’alimentation humaine, les exploitants du secteur alimentaire opérant à n’importe quel stade de la chaîne de production, de la transformation et de la distribution de denrées alimentaires après la production primaire, se conforment aux règles fixées à l’annexe II du règlement 852/2004 qui concernent :
- les locaux utilisés pour les denrées alimentaires ;
- les locaux où les denrées sont préparées, traitées ou transformées ;
- les sites mobiles et/ou provisoires, aux locaux utilisés principalement comme maison d’habitation, mais où des denrées alimentaires sont régulièrement préparées en vue de leur mise sur le marché ;
- les réceptacles de véhicules et/ou conteneurs servant au transport des denrées alimentaires ;
- les installations et équipements avec lesquels les denrées alimentaires entrent en contact ;
- les déchets alimentaires, sous produits non comestibles et autres déchets ;
- l’alimentation en eau ;
- l’hygiène des personnes en contact avec les denrées alimentaires ;
- le conditionnement et à l’emballage des denrées alimentaires ;
- le traitement thermique, si besoin est ;
- la formation des personnes en contact avec les denrées alimentaires.

Dans le cadre des bonnes pratiques d’hygiène lors de la transformation par l’exploitant des productions primaires d’origine végétale destinées à l’alimentation animale, les exploitants doivent se conformer aux règles d’hygiène fixées à l’annexe II du règlement 183/2005 qui concernent :
- les installations et équipements ;
- la compétence et la qualification des personnes ;
- les conditions de fabrication ;
- le contrôle de la qualité ;
- l’entreposage, la manipulation, le pesage et le transport ;
- la tenue des registres permettant la traçabilité ;
- la mise en œuvre des réclamations et du rappel des produits.

#### Élaborer et s’appuyer sur des guides de bonnes pratiques d’hygiène
Les guides ont pour objectif de maîtriser les dangers susceptibles d’apparaître au stade de la production primaire et des opérations connexes. Pour maîtriser les dangers, les mesures suivantes peuvent être prises :
- vis-à-vis des contaminations (mycotoxines, métaux lourds, substances radioactives, nitrates) ;
- vis-à-vis de l’eau, des déchets organiques et des engrais ;
- utilisation correcte des produits phytopharmaceutiques et des biocides ainsi que de leur traçabilité ;
- préparation, entreposage et traçabilité des matières premières pour aliments pour animaux ;
- mise en place de procédures, de pratiques et de méthodes permettant de garantir que les denrées alimentaires et les aliments pour animaux sont produites, manipulées, emballées, entreposées et transportées dans des conditions d’hygiène appropriées, y compris le nettoyage et la lutte efficace contre les organismes nuisibles ;
- sur la tenue des registres.

#### Mettre en place un système detraçabilité
Tous les exploitants doivent mettre en place un système de traçabilité pour permettre des retraits ciblés et rapides en cas de crise.
Ils doivent conserver les coordonnées des fournisseurs pour chaque 
matière première et la date de leur livraison ainsi que les coordonnées des entreprises clientes pour chaque denrée livrée et la date de leur livraison.